# Turquant
Turquant és un municipi francès situat al departament de Maine i Loira i a la regió de País del Loira. L'any 2007 tenia 526 habitants.

## Demografia

### Població
El 2007 la població de fet de Turquant era de 526 persones. Hi havia 209 famílies de les quals 59 eren unipersonals (24 homes vivint sols i 35 dones vivint soles), 63 parelles sense fills, 75 parelles amb fills i 12 famílies monoparentals amb fills.
La població ha evolucionat segons el següent gràfic:
Habitants censats

### Habitatges
El 2007 hi havia 259 habitatges, 214 eren l'habitatge principal de la família, 23 eren segones residències i 22 estaven desocupats. 255 eren cases i 5 eren apartaments. Dels 214 habitatges principals, 147 estaven ocupats pels seus propietaris, 61 estaven llogats i ocupats pels llogaters i 6 estaven cedits a títol gratuït; 2 tenien una cambra, 12 en tenien dues, 34 en tenien tres, 54 en tenien quatre i 112 en tenien cinc o més. 167 habitatges disposaven pel capbaix d'una plaça de pàrquing. A 100 habitatges hi havia un automòbil i a 94 n'hi havia dos o més.

### Piràmide de població
La piràmide de població per edats i sexe el 2009 era:
| Homes | Edats   | Dones |
| ----- | ------- | ----- |
| 0     | 95 o +  | 4     |
| 0     | 90 a 94 | 0     |
| 0     | 85 a 89 | 8     |
| 8     | 80 a 84 | 0     |
| 8     | 75 a 79 | 8     |
| 4     | 70 a 74 | 8     |
| 12    | 65 a 69 | 8     |
| 28    | 60 a 64 | 24    |
| 12    | 55 a 59 | 12    |
| 16    | 50 a 54 | 4     |
| 16    | 45 a 49 | 4     |
| 4     | 40 a 44 | 16    |
| 36    | 35 a 39 | 28    |
| 12    | 30 a 34 | 20    |
| 4     | 25 a 29 | 16    |
| 24    | 20 a 24 | 8     |
| 4     | 15 a 19 | 4     |
| 12    | 10 a 14 | 12    |
| 36    | 5 a 9   | 24    |
| 8     | 0 a 4   | 20    |

## Economia
El 2007 la població en edat de treballar era de 317 persones, 246 eren actives i 71 eren inactives. De les 246 persones actives 215 estaven ocupades (120 homes i 95 dones) i 31 estaven aturades (10 homes i 21 dones). De les 71 persones inactives 19 estaven jubilades, 21 estaven estudiant i 31 estaven classificades com a «altres inactius».

### Ingressos
El 2009 a Turquant hi havia 230 unitats fiscals que integraven 557,5 persones, la mediana anual d'ingressos fiscals per persona era de 16.248 €.

### Activitats econòmiques
Dels 30 establiments que hi havia el 2007, 1 era d'una empresa extractiva, 1 d'una empresa alimentària, 4 d'empreses de fabricació d'altres productes industrials, 4 d'empreses de construcció, 5 d'empreses de comerç i reparació d'automòbils, 1 d'una empresa de transport, 5 d'empreses d'hostatgeria i restauració, 2 d'empreses d'informació i comunicació, 1 d'una empresa de serveis, 1 d'una entitat de l'administració pública i 5 d'empreses classificades com a «altres activitats de serveis».
Dels 7 establiments de servei als particulars que hi havia el 2009, 3 eren paletes, 1 guixaire pintor, 1 perruqueria i 2 restaurants.
L'únic establiment comercial que hi havia el 2009 era una botiga de menys de 120 m².
L'any 2000 a Turquant hi havia 16 explotacions agrícoles que ocupaven un total de 247 hectàrees.

## Equipaments sanitaris i escolars
El 2009 hi havia una escola maternal integrada dins d'un grup escolar amb les comunes properes formant una escola dispersa.

## Poblacions més properes
El següent diagrama mostra les poblacions més properes.